# Europska prvenstva u motociklizmu
Europska prvenstva u motociklizmu (cestovni motociklizam; također natjecanja za Europski kup, Europapokal, i sl.) su se počela održavati 1924. godine, te su ih organizirala različite organizacije. 

## Između 1949. i 1980.

### 50cc
FIM je 1961. godine organizirao Europski kup (Kup Europe) za klasu 50cc, kao testni uvod u međunarodne utrke ove klase. Vožena na osam utrka (od kojih jedna u sklopu utrka Svjetskog prvenstva). Od 1962. postaje redovni dio Svjetskog prvenstva.  
| Sezona |            | Prvak                | Motor    | Drugoplasirani   | Motor    | Trećeplasirani     | Motor | utrka | napomene | izvori            |
| ------ | ---------- | -------------------- | -------- | ---------------- | -------- | ------------------ | ----- | ----- | -------- | ----------------- |
| 1961.  | Kup Europe | Hans Georg Anscheidt | Kreidler | Wolfgang Gedlich | Kreidler | Pierrot Vervroegen | Itom  | 8     |          | [ 3 ] [ 1 ] [ 4 ] |

## Od 1981.

### 500cc
Prvenstva održavana između 1981. i 1988. godine. Zamijenila su ga potom prvenstva u produkcijskim klasama Supersport i Superbike. 

| Sezona | Prvak             | Motor  | Drugoplasirani    | Motor  | Trećeplasirani   | Motor      | utrka | izvori              |
| ------ | ----------------- | ------ | ----------------- | ------ | ---------------- | ---------- | ----- | ------------------- |
| 1981.  | Leandro Becheroni | Suzuki | Lorenzo Ghiselli  | Suzuki | Reinhold Roth    | Suzuki     | 3     | [ 6 ] [ 8 ]         |
| 1982.  | Fabio Biliotti    | Suzuki | David Dean        | Suzuki | Reinhold Roth    | Suzuki     | 5     | [ 6 ] [ 9 ]         |
| 1983.  | Peter Sköld       | Suzuki | Klaus Klein       | Suzuki | Lorenzo Ghiselli | Suzuki     | 8     | [ 6 ] [ 10 ] [ 11 ] |
| 1984.  | Eero Hyvärinen    | Suzuki | Gary Lingham      | Suzuki | Roger Burnett    | Suzuki     | 10    | [ 6 ] [ 12 ]        |
| 1985.  | Marco Gentile     | Yamaha | Paul Iddon        | Suzuki | Vinicio Bogani   | Suzuki     | 10    | [ 6 ] [ 13 ]        |
| 1986.  | Massimo Messere   | Honda  | Alessandro Valesi | Honda  | Simon Buckmaster | Honda      | 7     | [ 6 ] [ 14 ]        |
| 1987.  | Manfred Fischer   | Honda  | Marco Papa        | Honda  | Daniel Amatriaín | Hoda       | 5     | [ 6 ] [ 15 ]        |
| 1988.  | Alberto Rota      | Honda  | Michael Rudroff   | Honda  | Vittorio Scatola | Paton      | 9     | [ 6 ] [ 16 ]        |
| 1989.  | Peter Lindén      | Honda  | Hans-Jörg Butz    | Honda  | Rachel Nicotte   | Chevallier | 8     | [ 6 ] [ 17 ]        |

### 250cc
Prvenstva održavana između 1981. i 2008. godine. 

| Sezona |            | Prvak                | Motor                   | Drugoplasirani       | Motor   | Trećeplasirani            | Motor   | utrka | napomene | izvori               |
| ------ | ---------- | -------------------- | ----------------------- | -------------------- | ------- | ------------------------- | ------- | ----- | -------- | -------------------- |
| 1981.  |            | Herbert Hauf         | Yamaha FKN              | Michel Siméon        | Yamaha  | Manfred Obinger           | Yamaha  | 4     |          | [ 18 ] [ 20 ]        |
| 1982.  |            | Reinhold Roth        | Yamaha                  | Thierry Rapicault    | Yamaha  | André Gouin               | Yamaha  | 7     |          | [ 18 ] [ 21 ]        |
| 1983.  |            | Carlos Cardús        | Kobas Kobas-Rotax Rotax | Stéphane Mertens     | Yamaha  | Fausto Ricci              | Yamaha  | 9     |          | [ 18 ] [ 22 ] [ 23 ] |
| 1984.  |            | Gary Noel            | Exactweld               | Philippe Pagano      | Yamaha  | Jean-Luc Guillemet        | Yamaha  | 11    |          | [ 18 ] [ 24 ] [ 25 ] |
| 1985.  |            | Massimo Matteoni     | Honda                   | Andrea Brasini       | Yamaha  | Bruno Bonhuil             | Yamaha  | 10    |          | [ 18 ] [ 26 ]        |
| 1986.  |            | Hans Lindner         | Rotax                   | Jean-Philippe Ruggia | Yamaha  | Urs Luzi                  | Yamaha  | 7     |          | [ 18 ] [ 27 ]        |
| 1987.  |            | Xavier Cardelús      | JJ Cobas JJ Cobas/Rotax | Helmut Bradl         | Honda   | Jochen Schmid             | Yamaha  | 7     |          | [ 18 ] [ 28 ]        |
| 1988.  |            | Fausto Ricci         | Yamaha Aprilia          | Renzo Colleoni       | Aprilia | Andreas Preining          | Aprilia | 10    |          | [ 18 ] [ 29 ]        |
| 1989.  |            | Andreas Borgonovo    | Aprilia                 | Marcellino Lucchi    | Aprilia | Engelbert Neumaier        | Aprilia | 11    |          | [ 18 ] [ 30 ]        |
| 1990.  |            | Leon van der Heijden | Aprilia                 | Stefano Pennese      | Aprilia | Patrick van den Goorbergh | Yamaha  | 9     |          | [ 18 ] [ 31 ]        |
| 1991.  |            | Max Biaggi           | Aprilia                 | Eskil Suter          | Aprilia | Jurgen van den Goorbergh  | Aprilia | 9     |          | [ 18 ] [ 32 ]        |
| 1992.  |            | Luis Carlos Maurel   | Aprilia                 | Massimo Pennacchioli | Aprilia | Laurent Naveau            | Yamaha  | 7     |          | [ 18 ] [ 33 ]        |
| 1993.  |            | Giuseppe Fiorillo    | Aprilia                 | Marc Garcia          | Yamaha  | Jean Foray                | Yamaha  | 5     |          | [ 18 ] [ 34 ]        |
| 1994.  |            | Régis Laconi         | Honda                   | Olivier Jacque       | Honda   | Davide Bulega             | Aprilia | 5     |          | [ 18 ] [ 35 ]        |
| 1995.  |            | Luca Boscoscuro      | Aprilia                 | Massimo Ottobre      | Aprilia | Christian Boudinot        | Aprilia | 11    |          | [ 18 ] [ 36 ]        |
| 1996.  |            | Sebastian Porco      | Aprilia                 | Giuseppe Fiorillo    | Aprilia | Franco Battaini           | Aprilia | 8     |          | [ 18 ] [ 37 ]        |
| 1997.  |            | Davide Bulega        | Aprilia                 | Jason Vincent        | Yamaha  | Roberto Rolfo             | Aprilia | 9     |          | [ 18 ] [ 38 ]        |
| 1998.  |            | Alex Hofmann         | Honda                   | Julien Allemand      | Honda   | Diego Giugovaz            | Aprilia | 9     |          | [ 18 ] [ 39 ]        |
| 1999.  |            | Ivan Clementi        | Aprilia                 | Mike Baldinger       | Honda   | Vincent Philippe          | Honda   | 7     |          | [ 18 ] [ 40 ]        |
| 2000.  |            | Riccardo Chiarello   | Aprilia                 | Ivan Mengozzi        | Yamaha  | Sylvain Guintoli          | Aprilia | 8     |          | [ 18 ] [ 41 ]        |
| 2001.  |            | David García         | Honda                   | Adrian Coates        | Honda   | Lucas Oliver Bultó        | Honda   | 8     |          | [ 18 ] [ 42 ] [ 43 ] |
| 2002.  |            | Álvaro Molina        | Yamaha                  | Christian Gemmel     | Honda   | Gilles Boccolini          | Aprilia | 8     |          | [ 18 ] [ 44 ]        |
| 2003.  |            | Tarō Sekiguchi       | Yamaha                  | Vesa Kallio          | Yamaha  | Max Neukirchner           | Honda   | 8     |          | [ 18 ] [ 45 ] [ 46 ] |
| 2004.  |            | Álvaro Molina        | Aprilia                 | Frederik Watz        | Yamaha  | Yves Polzer               | Honda   | 7     |          | [ 18 ] [ 47 ]        |
| 2005.  |            | Álvaro Molina        | Aprilia                 | Patrick Lakerveld    | Honda   | Andreas Märtensson        | Yamaha  | 8     |          | [ 18 ] [ 48 ]        |
| 2006.  |            | Álvaro Molina        | Aprilia                 | Michal Filla         | Yamaha  | Nicklas Cajback           | Aprilia | 6     |          | [ 18 ] [ 49 ]        |
| 2007.  |            | Álvaro Molina        | Aprilia                 | Marco Petrini        | Honda   | Hans Smees                | Aprilia | 5     |          | [ 18 ] [ 50 ]        |
| 2008.  | Kup Europe | Álvaro Molina        | Aprilia                 | Giacomo Lucchetti    | Aprilia | Toni Wirsing              | Honda   | 5     |          | [ 18 ] [ 51 ]        |

### 50cc
Prvenstva održana 1981. i 1982. godone. Potom je natjecanje u kategoriji 50cc ukinuto, te je 1983. godine zamijenjeno prvenstvom u klasi 80cc. 

| Sezona | Prvak              | Motor     | Drugoplasirani     | Motor     | Trećeplasirani | Motor    | utrka | izvori        |
| ------ | ------------------ | --------- | ------------------ | --------- | -------------- | -------- | ----- | ------------- |
| 1981.  | Giuseppe Ascareggi | Minarelli | Uli Merz           | Kreidler  | Rainer Kunz    | Kreidler | 3     | [ 52 ] [ 54 ] |
| 1982.  | Zdravko Matulja    | Tomos     | Massimo De Lorenzi | Minarelli | Gerhard Singer | Hess     | 5     | [ 52 ] [ 55 ] |

### 80cc
Naslijedilo prvenstvo klase od 50 cc. Održavana od 1983. do 1989. godine (kad je bila posljednja sezone klase 80cc u Svjetskom prvenstvu.  

| Sezona | Prvak              | Motor   | Drugoplasirani  | Motor          | Trećeplasirani      | Motor   | utrka | izvori               |
| ------ | ------------------ | ------- | --------------- | -------------- | ------------------- | ------- | ----- | -------------------- |
| 1983.  | Hubert Abold       | Zündapp | Massimo Fargeri | Zündapp        | Willem Heijkoop     | Casal   | 6     | [ 52 ] [ 57 ] [ 58 ] |
| 1984.  | Richard Bay        | Rupp    | Bernd Rossbach  | Casal          | Gert Kafka          | Sachs   | 6     | [ 52 ] [ 59 ] [ 60 ] |
| 1985.  | Günter Schirnhofer | Krauser | Jos van Dongen  | Casal          | Reinhard Koberstein | Seel    | 8     | [ 52 ] [ 61 ]        |
| 1986.  | Bruno Casanova     | Unimoto | Paul Bordes     | Scrab          | Josef Fischer       | Krauser | 5     | [ 62 ]               |
| 1987.  | Julián Miralles    | Derbi   | Juhász Károlyi  | Krauser        | Àlex Crivillé       | Derbi   | 6     | [ 52 ] [ 63 ]        |
| 1988.  | Bogdan Nikolov     | Krauser | János Szabó     | Krauser        | Adrie Nijenhuis     | Casal   | 7     | [ 52 ] [ 64 ]        |
| 1989.  | Jaime Mariano      | Casal   | José Saez       | Autisa Krauser | Stefan Kurfiss      | Krauser | 6     | [ 52 ] [ 65 ]        |

### Superbike
Europska prvenstva u Superbike klasi su održavana u dva perioda – između 1990. i 1997. godine, te u sezonama 2015. i 2016. U sezonama 1990. i 1991. prvenstvo u Superbike klasi je održavano u sklopu utrka Europskog prvenstva. 

 
Potom je prvenstvo voženo u sklopu Svjetskog Superbike prvenstva (WSBK). U sezonama 1992. i 1993. su na europskim rundama WSBK prvenstva prijavljeni vozači bodovani zasebno i za Europsko prvenstvo. U sezoni 1994. je prventvo u Superbike klasi nanovo voženo u utrkama Europskog prvenstva, 1995. na kao prateća serija na većini europskih rundi Svjetskog Superbike prvenstva, 1996. nanovo u utrkama Europskog prvenstva (Euro Open). 
U sezoni 1997. je Europsko prvenstvo voženo kao dio utrka Svjetskog Superbike prvenstva, te su prijavljeni vozači za Europsko prvenstvo prema plasmanu u utrci Svjetskog prvenstva ostavrivali bodove i plasman za Europsko prvenstvo, te nisu dobivali bodove za Svjetsko prvenstvo, čak i kad su bili u poziciji za osvajanje plasmana (prvih 15 vozača u utrci). 
 
U sezonama 2015. i 2016. je voženo Europsko prvenstvo u Superbikeu kojeg su organizirali španjolska motociklistička organizacija CEV (Campeonato de España de Velocidad) i međunarodna FIM.
| Sezona |                                      | Prvak            | Motor  | Drugoplasirani         | Motor    | Trećeplasirani    | Motor    | utrka   | napomene                                                                                         | izvori                                                             |
| --- | ------------------------------------ | ---------------- | ------ | ---------------------- | -------- | ----------------- | -------- | ------- | ------------------------------------------------------------------------------------------------ | ------------------------------------------------------------------ |
| 1990. |                                      | Richard Arnaiz   | Yamaha | Sven Seidel            | Suzuki   | Steve Manley      | Yamaha   | 9       | Superbike 750                                                                                    | [ 66 ] [ 69 ] [ 70 ] [ 71 ]                                        |
| 1991. |                                      | Davide Tardozzi  | Ducati | Christer Lindholm      | Yamaha   | Gastone Grassetti | Yamaha   | 6       | Superbike 750                                                                                    | [ 66 ] [ 72 ] [ 73 ] [ 74 ]                                        |
| 1992. |                                      | Daniel Amatriáin | Ducati | Piergiorgio Bontempi   | Kawasaki | Christer Lindholm | Yamaha   | 9 / 18  | Superbike 750 temeljem rezultata prijavljenih vozača u utrkama Svjetskog Superbike prvenstva     | [ 66 ] [ 75 ] [ 76 ] [ 77 ] [ 78 ] [ 79 ] [ 80 ]                   |
| 1993. |                                      | Terry Rymer      | Yamaha | Christer Lindholm      | Yamaha   | Mauro Lucchiari   | Ducati   | 11 / 22 | Superbike 750 temeljem rezultata prijavljenih vozača u utrkama Svjetskog Superbike prvenstva     | [ 66 ] [ 81 ] [ 82 ] [ 83 ] [ 84 ] [ 85 ] [ 86 ]                   |
| 1994. |                                      | Anders Rasmussen | Yamaha | Massimiliano Colombari | Ducati   | Harri Maikola     | Kawasaki | 4       | nanovo se vozi u sklopu utrka Europskog prvenstva                                                | [ 66 ] [ 87 ] [ 88 ] [ 89 ]                                        |
| 1995. |                                      | Mario Innamorati | Ducati | Luca Ruggeri           | Kawasaki | Marco Burnelli    | Ducati   | 10      | 8 utrka voženo kao prateće utrke Svjetskog Superbike prvenstva                                   | [ 66 ] [ 90 ] [ 91 ] [ 92 ]                                        |
| 1996. |                                      | Idalio Gavira    | Honda  | David Vásquez          | Ducati   | Bernard Haenggeli | Honda    | 8       | voženo u sklopu utrka Europskog prvenstva (Euro Open)                                            | [ 66 ] [ 93 ] [ 94 ] [ 95 ]                                        |
| 1997. |                                      | Udo Mark         | Suzuki | Giorgio Cantalupo      | Ducati   | Anton Gruschka    | Yamaha   | 8 / 16  | temeljem rezultata prijavljenih vozača u utrkama Svjetskog Superbike prvenstva kao zasebna klasa | [ 66 ] [ 96 ] [ 97 ] [ 98 ] [ 99 ] [ 100 ] [ 101 ] [ 102 ] [ 103 ] |
| FIM-CEV Europsko Superbike prvenstvo |                                      |                  |        |                        |          |                   |          |         |                                                                                                  |                                                                    |
| 2015. | FIM CEV Repsol European Championship | Carmelo Morales  | Yamaha | Adrián Bonastre        | BMW      | Robertino Pietri  | Yamaha   | 7 / 11  |                                                                                                  | [ 66 ] [ 104 ] [ 105 ] [ 106 ]                                     |
| 2016. | FIM CEV Repsol European Championship | Carmelo Morales  | Yamaha | Maximilian Scheib      | BMW      | Alejandro Medina  | Yamaha   | 7 / 11  |                                                                                                  | [ 66 ] [ 107 ] [ 108 ] [ 109 ]                                     |
| nakošeno – označene sezone kad je Europsko prvenstvo održavano kao klasa unutar utrka drugog prvenstva, te je uziman zaseban poredak x / y – (trkačih vikenda / broj utrka) – ukoliko se vozi dvije ili više utrka po pojedinom trkačem vikendu / događaju |                                      |                  |        |                        |          |                   |          |         |                                                                                                  |                                                                    |

### Superstock 1000
Europska prvenstva u klasi Superstock 1000 su između 1999. i 2004. održavana kao prateća serija Svjetskog Superbike prvenstva (WSBK) na europskim trkama.  
 
2005. godine, ova serija postaje FIM Superstock 1000 Cup, a nanovo se održava kao Europsko prvenstvo u sezonama 2017. i 2018. 

 
 
Paralelno sa FIM Superstock 1000 Cupom, organizacija UEM (fr. Union Européenne de Motocyclisme) je za klasu Superstock 1000 organizirala Europski kup (Coupe UEM / Kup UEM) na utrkama Europskog prvenstva, te je voženo 2007. i 2008. godine. 
 
Između 2008. i 2012. Europsko prvenstvo za Superstock 1000 je održavano na jednoj utrci na španjolskoj stazi Albacete. 

| Sezona |                                        | Prvak                 | Motor    | Drugoplasirani      | Motor    | Trećeplasirani     | Motor   | utrka | napomene | izvori                                  |
| ------ | -------------------------------------- | --------------------- | -------- | ------------------- | -------- | ------------------ | ------- | ----- | --- | --------------------------------------- |
| 1999.  |                                        | Karl Harris           | Suzuki   | Daniel Oliver Bultó | Aprilia  | Dario Tosolini     | Yamaha  | 9     | u plasmanu za prvenstvo su samo vozači mlađi od 24 godine                                                                        | [ 113 ] [ 116 ] [ 117 ] [ 118 ]         |
| 2000.  |                                        | James Ellison         | Honda    | Markus Wegscheider  | Suzuki   | Chris Burns        | Yamaha  | 9     | | [ 113 ] [ 119 ] [ 120 ] [ 121 ] [ 122 ] |
| 2001.  |                                        | James Ellison         | Suzuki   | Walter Tortoroglio  | Suzuki   | Mark Heckles       | Honda   | 9     | | [ 113 ] [ 123 ] [ 124 ] [ 125 ] [ 126 ] |
| 2002.  |                                        | Vittorio Iannuzzo     | Suzuki   | Walter Tortoroglio  | Honda    | Gianluca Vizziello | Yamaha  | 9     | | [ 113 ] [ 127 ] [ 128 ] [ 129 ] [ 130 ] |
| 2003.  |                                        | Michel Fabrizio       | Suzuki   | Lorenzo Lanzi       | Ducati   | James Ellison      | Suzuki  | 9     | | [ 113 ] [ 131 ] [ 132 ] [ 133 ] [ 134 ] |
| 2004.  |                                        | Lorenzo Alfonsi       | Yamaha   | Gianluca Vizziello  | Yamaha   | Kenan Sofuoğlu     | Yamaha  | 9     | od 2005. prvenstvo postalo FIM Superstock 1000 Cup                                                                               | [ 113 ] [ 135 ] [ 136 ] [ 137 ] [ 138 ] |
|        |                                        |                       |          |                     |          |                    |         |       | |                                         |
| 2007.  | UEM Cup                                | Fabrizio Pellizzon    | Ducati   | Boštjan Skubič      | Yamaha   | Pawel Szkopek      | Yamaha  | 5     | utrke vožene u sklopu Europskog prvenstva                                                                                        | [ 139 ]                                 |
| 2008.  | Europsko prvenstvo                     | Carmelo Morales       | Yamaha   | Bernat Martínez     | Yamaha   | Javier Del Amor    | Yamaha  | 1     | voženo na stazi Albacete u Španjolskoj                                                                                           | [ 140 ]                                 |
| 2008.  | Europsko juniorsko prvenstvo           | Xavier Siméon         | Suzuki   | Jordi Torres        | Yamaha   | Luca Verdini       | Yamaha  | 1     | voženo na stazi Albacete u Španjolskoj voženo u isttoj utrci kao i Europsko prvenstvo, određeno prema plasmanu juniorskih vozača | [ 140 ]                                 |
| 2008.  | UEM Cup (UEM Road Racing European cup) | Pawel Szkopek         | Yamaha   | Marek Szkopek       | Yamaha   | Peter Björk        | Honda   | 4     | voženo u sklopu UEM Europskog kupa                                                                                               | [ 140 ]                                 |
| 2009.  | Europsko prvenstvo                     | Carmelo Morales       | Yamaha   | Bernat Martínez     | Yamaha   | Stefano Cruciani   | Ducati  | 1     | voženo na stazi Albacete u Španjolskoj                                                                                           | [ 141 ] [ 142 ] [ 143 ]                 |
| 2009.  | Europsko juniorsko prvenstvo           | Danilo Petrucci       | Yamaha   | David Juhasz        | Honda    |                    |         | 1     | voženo na stazi Albacete u Španjolskoj voženo u isttoj utrci kao i Europsko prvenstvo, određeno prema plasmanu juniorskih vozača | [ 141 ] [ 142 ] [ 143 ]                 |
| 2010.  | Europsko prvenstvo                     | Santiago Barragán     | Honda    | Bernat Martínez     | Yamaha   | Xavier Del Amor    | Ducati  | 1     | voženo na stazi Albacete u Španjolskoj                                                                                           | [ 144 ] [ 145 ] [ 146 ] [ 147 ]         |
| 2010.  | Europsko juniorsko prvenstvo           | Enric Ferrer          | Ducati   | David Juhasz        | Honda    | Alfonso Ho         | Yamaha  | 1     | voženo na stazi Albacete u Španjolskoj voženo u isttoj utrci kao i Europsko prvenstvo, određeno prema plasmanu juniorskih vozača | [ 144 ] [ 145 ] [ 146 ] [ 147 ]         |
| 2011.  | Europsko prvenstvo                     | Iván Silva            | Kawasaki | Loris Baz           | Kawasaki | Xavier Fores       | BMW     | 1     | voženo na stazi Albacete u Španjolskoj                                                                                           | [ 148 ]                                 |
| 2011.  | Europsko juniorsko prvenstvo           | Loris Baz             | Kawasaki | Antonio J. Alarcos  | Kawasaki | Enric Ferrer       | Ducati  | 1     | voženo na stazi Albacete u Španjolskoj voženo u isttoj utrci kao i Europsko prvenstvo, određeno prema plasmanu juniorskih vozača | [ 148 ]                                 |
|        |                                        |                       |          |                     |          |                    |         |       | |                                         |
| 2017.  |                                        | Michael Ruben Rinaldi | Ducati   | Toprak Razgatlıoğlu | Kawasaki | Florian Marino     | Yamaha  | 9     | iz dotadašnjeg FIM Superstock 1000 Cup                                                                                           | [ 113 ] [ 149 ] [ 150 ]                 |
| 2018.  |                                        | Markus Reiterberger   | BMW      | Roberto Tamburini   | BMW      | Maximilian Scheib  | Aprilia | 8     | nakon ove sezone prvenstvo i klasa ukinuti u sklopu natjecanja WSBK                                                              | [ 113 ] [ 151 ] [ 152 ]                 |

## Vanjske poveznice
- (engl.) fim-europe.com
- (engl.) motorsporttop20.com, Motorcycle Championships / Europe
- (engl.) motorsporttop20.com, World / International
- (engl.) motorsporttop20.com, Motorcycle Championships / NATIONAL/ REGIONAL – EUROPE
- (engl.) motorsport-archive.com, wayback
- (fr.) racingmemo.free.fr, Racing Memory, LE SOMMAIRE
- (njem.) motorsportstatistik.com
- (njem.) motorrad-autogrammkarten.de / Serien, wayback